# Lipovník (Košice)
|  | No s'ha de confondre amb Lipovník (Nitra). |

Lipovník és un poble i municipi d'Eslovàquia. Es troba a la regió de Košice, a l'est del país.

## Història
La primera referència escrita de la vila data del 1280.

## Demografia
| Godina             | 1994 | 2004   | 2014   | 2024   |
| ------------------ | ---- | ------ | ------ | ------ |
| Nombre de persones | 561  | 520    | 493    | 509    |
| Diferència         |      | −7,30% | −5,19% | +3,24% |

| Godina             | 2023 | 2024   |
| ------------------ | ---- | ------ |
| Nombre de persones | 516  | 509    |
| Diferència         |      | −1,35% |